# Thimory
Thimory és un municipi francès, situat al departament del Loiret i a la regió de Centre – Vall del Loira. L'any 2007 tenia 641 habitants.

## Demografia

### Població
El 2007 la població de fet de Thimory era de 641 persones. Hi havia 230 famílies, de les quals 50 eren unipersonals (17 homes vivint sols i 33 dones vivint soles), 63 parelles sense fills, 113 parelles amb fills i 4 famílies monoparentals amb fills.
La població ha evolucionat segons el següent gràfic:
Habitants censats

### Habitatges
El 2007 hi havia 299 habitatges, 237 eren l'habitatge principal de la família, 44 eren segones residències i 18 estaven desocupats. 294 eren cases i 3 eren apartaments. Dels 237 habitatges principals, 185 estaven ocupats pels seus propietaris, 48 estaven llogats i ocupats pels llogaters i 4 estaven cedits a títol gratuït; 2 tenien una cambra, 11 en tenien dues, 36 en tenien tres, 76 en tenien quatre i 111 en tenien cinc o més. 187 habitatges disposaven pel capbaix d'una plaça de pàrquing. A 95 habitatges hi havia un automòbil i a 128 n'hi havia dos o més.

### Piràmide de població
La piràmide de població per edats i sexe el 2009 era:
| Homes | Edats   | Dones |
| ----- | ------- | ----- |
| 0     | 95 o +  | 0     |
| 0     | 90 a 94 | 0     |
| 8     | 85 a 89 | 4     |
| 0     | 80 a 84 | 4     |
| 0     | 75 a 79 | 8     |
| 8     | 70 a 74 | 24    |
| 16    | 65 a 69 | 16    |
| 4     | 60 a 64 | 8     |
| 8     | 55 a 59 | 4     |
| 20    | 50 a 54 | 16    |
| 16    | 45 a 49 | 16    |
| 20    | 40 a 44 | 20    |
| 16    | 35 a 39 | 16    |
| 32    | 30 a 34 | 16    |
| 4     | 25 a 29 | 24    |
| 4     | 20 a 24 | 0     |
| 36    | 15 a 19 | 16    |
| 36    | 10 a 14 | 20    |
| 20    | 5 a 9   | 24    |
| 8     | 0 a 4   | 8     |

## Economia
El 2007 la població en edat de treballar era de 406 persones, 313 eren actives i 93 eren inactives. De les 313 persones actives 286 estaven ocupades (156 homes i 130 dones) i 26 estaven aturades (6 homes i 20 dones). De les 93 persones inactives 25 estaven jubilades, 41 estaven estudiant i 27 estaven classificades com a «altres inactius».

### Ingressos
El 2009 a Thimory hi havia 262 unitats fiscals que integraven 740,5 persones, la mediana anual d'ingressos fiscals per persona era de 17.934 €.

### Activitats econòmiques
Dels 20 establiments que hi havia el 2007, 1 era d'una empresa alimentària, 3 d'empreses de fabricació d'altres productes industrials, 5 d'empreses de construcció, 3 d'empreses de comerç i reparació d'automòbils, 1 d'una empresa de transport, 1 d'una empresa d'hostatgeria i restauració, 3 d'empreses de serveis, 2 d'entitats de l'administració pública i 1 d'una empresa classificada com a «altres activitats de serveis».
Dels 6 establiments de servei als particulars que hi havia el 2009, 1 era un taller de reparació d'automòbils i de material agrícola, 1 paleta, 2 fusteries, 1 lampisteria i 1 perruqueria.
Dels 2 establiments comercials que hi havia el 2009, 1 era una botiga de menys de 120 m² i 1 una llibreria.
L'any 2000 a Thimory hi havia 6 explotacions agrícoles.

## Equipaments sanitaris i escolars
El 2009 hi havia una escola elemental integrada dins d'un grup escolar amb les comunes properes formant una escola dispersa.

## Poblacions més properes
El següent diagrama mostra les poblacions més properes.